# Yukarıbostancı, Suruç
Yukarıbostancı là một xã thuộc huyện Suruç, tỉnh Şanlıurfa, Thổ Nhĩ Kỳ. Dân số thời điểm năm 2011 là 786 người.